# Adriano Romero Cachinero
Adriano Romero Cachinero (Villanueva de Córdoba, 1902 - París, 1979) fue un periodista y político comunista español. Fue elegido diputado del Frente Popular por la provincia de Pontevedra en las elecciones generales de 1936. Durante la Guerra Civil dirigió un batallón de milicianos con Antonio Pretel Fernández que en julio de 1936 acabó con la sublevación militar en Motril y Guadix. Después fue gobernador civil de Murcia de diciembre de 1936 a enero de 1937. Cuando acabó la guerra se exilió en Francia, de donde ya no regresó.